# Paus Anastasius IV
Anastasius IV, geboren als Corrado di Suburra (Rome, geboortedatum onbekend - aldaar, 3 december 1154) was paus van 1153 tot 1154.
Anastasius kwam uit Rome, en voordat hij tot paus werd verkozen was hij bisschop van Sabina. Tijdens zijn korte pontificaat stond hij bekend als een vredestichter. Hij stierf op 3 december 1154, waarna hij werd opgevolgd door Adrianus IV.
Cursief: tegenpaus
- Biblioteca Nacional de España: XX1616335
- Bibliothèque nationale de France: cb16296577m (data)
- Catàleg d'autoritats de noms i títols de Catalunya: 981058519815406706
- Gemeinsame Normdatei: 100936296
- International Standard Name Identifier: 0000 0000 8110 6173
- Library of Congress Control Number: nb2007018705
- Nationale Bibliotheek van Tsjechië: kup19980000001875
- Nederlandse Thesaurus van Auteursnamen: 074413007
- Virtual International Authority File: 311322667